# Rosholt (Wisconsin)
Rosholt és una població dels Estats Units a l'estat de Wisconsin. Segons el cens del 2000 tenia 518 habitants.

## Demografia
Segons el cens del 2000, Rosholt tenia 518 habitants, 198 habitatges, i 135 famílies. La densitat de població era de 188,7 habitants per km².
Dels 198 habitatges en un 38,9% hi vivien nens de menys de 18 anys, en un 49,5% hi vivien parelles casades, en un 12,6% dones solteres, i en un 31,8% no eren unitats familiars. En el 26,8% dels habitatges hi vivien persones soles el 12,6% de les quals corresponia a persones de 65 anys o més que vivien soles. El nombre mitjà de persones vivint en cada habitatge era de 2,62 i el nombre mitjà de persones que vivien en cada família era de 3,22.
Per edats la població es repartia de la següent manera: un 30,7% tenia menys de 18 anys, un 8,9% entre 18 i 24, un 31,1% entre 25 i 44, un 15,8% de 45 a 60 i un 13,5% 65 anys o més.
L'edat mediana era de 31 anys. Per cada 100 dones de 18 o més anys hi havia 99,4 homes.
La renda mediana per habitatge era de 42.750 $ i la renda mediana per família de 48.636 $. Els homes tenien una renda mediana de 31.923 $ mentre que les dones 23.889 $. La renda per capita de la població era de 16.002 $. Aproximadament el 3,9% de les famílies i el 6,1% de la població estaven per davall del llindar de pobresa.

## Poblacions més properes
El següent diagrama mostra les poblacions més properes.